# Убачајник
Убачајници или имплозиви су сугласници (најчешће плозиви) код којих су присутни и глоталички (гркљански) ингресивни и пулмонални (плућни) егресивни механизам. Другим речима, гркљан се при изговору ових гласова креће надоле, док се ваздух избацује. Због тога, имплозиви се, за разлику од ејектива, могу разликовати по звучности. Контрастивни имплозиви се јављају у око 13% језика у свету.
Најзаступљенији имплозив је [ɓ], док се [ɠ] ретко среће (а [ʛ] још ређе).
У Међународном фонетском алфабету имплозиви се транскрибују додавањем кукице на одговарајући симбол: [ɓ ɗ ʄ ɠ ʛ].

## Типови
Атестирани имплозиви су:
- звучни двоуснени имплозив [ɓ]
- звучни зубни имплозив [ɗ̪]
- звучни алвеоларни имплозив [ɗ]
- звучни ретрофлексни имплозив [ᶑ] (није ИПА-симбол)
- звучни предњонепчани имплозив [ʄ]
- звучни задњонепчани имплозив [ɠ]
- звучни ресични имплозив [ʛ]

Имплозивни африкати и фрикативи су изузетно ретки (осим тога, Међународни фонетски алфабет не нуди симболе за имплозивне фрикативе).
Безвучни имплозиви постоје (срећу се у неким афричким језицима), али они укључују мало другачији механизам: због потпуно затвореног гркљана, ваздушна струја из плућа не може да изађе. До 1993. у ИПА-систему постојали су симболи за њих (ƥ, ƭ, ƈ, ƙ, ʠ), али су тада уклоњени (сада се ти гласови транскрибују као [ɓ̥ ɗ̥ ʄ̊ ɠ̊ ʛ̊], а понекад и као [pʼ↓], [tʼ↓], [cʼ↓], [kʼ↓].

## Распрострањеност
Имплозиви су уобичајени гласови у језицима подсахарске Африке, појављују се и у неким језицима југоисточне Азије (нпр. у вијетнамском језику), као и у неким језицима у Амазонском басену. Изван тих подручја су ретки, мада се срећу у мајанским језицима и у језику синди на индијском потконтиненту. Ови гласови нису уопште присутни у Европи и Аустралији.